# Waldgespräch
Waldgespräch ist ein romantisches Gedicht von Joseph von Eichendorff, das sich mit dem Mythos der Loreley befasst. Waldgespräch wurde 1815 zum ersten Mal von dem deutschen Verleger Johann Leonhard Schrag in Ahnung und Gegenwart veröffentlicht.

## Text
Waldgespräch
Es ist schon spät, es wird schon kalt,

Was reit’st du einsam durch den Wald?

Der Wald ist lang, du bist allein,

Du schöne Braut! Ich führ’ dich heim!

„Groß ist der Männer Trug und List,

Vor Schmerz mein Herz gebrochen ist,

Wohl irrt das Waldhorn her und hin,

O flieh! Du weißt nicht, wer ich bin.“

So reich geschmückt ist Roß und Weib,

So wunderschön der junge Leib,

Jetzt kenn’ ich dich – Gott steh’ mir bei!

Du bist die Hexe Lorelei.

„Du kennst mich wohl – von hohem Stein

Schaut still mein Schloß tief in den Rhein.

Es ist schon spät, es wird schon kalt,

Kommst nimmermehr aus diesem Wald!“

## Form
Das Gedicht besteht aus 4 Strophen mit jeweils 4 Versen im Paarreim. Die Kadenzen sind stets männlich. Das Versmaß besteht aus streng alternierenden vierhebigen Versen.

## Interpretation
Im Gegensatz zur ursprünglichen Loreley-Sage von Clemens Brentano ist der Schauplatz nicht der Loreley-Felsen selbst, sondern – für Eichendorff typisch – der Wald. Dieser weist, wie Peter von Matt feststellt, starke Ähnlichkeiten zur Sage vom Venusberg auf und fungiert als Sehnsuchts- und Katastrophenort zugleich. Ähnlich wie Tannhäuser von der Schönheit der Frau Venus in den Venusberg gelockt wird, wird der Wanderer in Eichendorffs Gedicht von der Hexe Lorelei verführt und in ihren Bann gezogen, was ihm am Ende zum Verhängnis wird.
Inge Stephan interpretiert den Wald als Symbol erotischer Verführung und ungezähmter Wünsche. Sie betont die Vermischung verschiedener Motive in der Figur der Lorelei, welche „berittene Amazone, verführerische Waldfrau und zaubrische Hexe“ in einem sei und damit männliche Phantasien verkörpere, in denen sowohl Verlangen als auch Angst eine Rolle spielten. Der Wanderer sei ihr gegenüber völlig machtlos und in seiner „träumerischen Konstitution“ gefangen. Auch wenn er anfangs noch glaube, sie als Braut heimführen zu können, habe sie in Wahrheit schon längst die Kontrolle über ihn und sein Schicksal erlangt.

## Rezeption
Alexander von Bormann äußert sich wie folgt: „Eichendorffs Romanze Waldgespräch ist sein (sehr eigenständiger) Beitrag zum romantischen Lorelei-Mythos“. Robert Schumann vertonte dieses Gedicht 1840 und veröffentlichte es in seinem Liederkreis op. 39. Auch Adolf Jensen komponierte ein Lied zu diesem Text. Der Spätromantiker Alexander von Zemlinsky komponierte (1895) ein dramatisches Orchesterlied für Sopran, zwei Hörner, Harfe und Streichorchester, in dem neben der Sopranistin auch Geige und Bratsche solistisch hervortreten.